# Andrej Kerić
Andrej Kerić (Vinkovci, 11 februari 1986) is een Kroatisch voetballer die doorgaans als aanvaller speelt. In het seizoen 2008/09 werd hij met 15 doelpunten toescorer van de Grambrinus liga, de tweede buitenlander (na Milan Ivana) die dit lukte op het hoogste Tsjechische niveau. Kerić speelde vier wedstrijden als jeugdinternational in het Kroatisch voetbalelftal onder 21, waarvoor hij niet wist te scoren.

## Erelijst
| Topscorer Gambrinus liga | 1× | 2008/09 |